# وورلد وار 3
وورلد وار 3 (بالإنجليزية: World War 3)‏ هي لعبة تصويب منظور الشخص الأول مجانية من تطوير ونشر شركة ذا فارم 51، من المقرر صدور اللعبة في 2022 على جهاز مايكروسوفت ويندوز، حيث تدعم العربية.

## وصلات خارجية
- وورلد وار 3 على موقع IMDb (الإنجليزية)